# 안희연 (시인)
안희연(1986년 ~ )은 대한민국의 시인이다. 2018년 YES24가 진행한 ‘한국문학의 미래가 될 젊은 작가’ 투표에서 시 부문 1위로 뽑혔다.
서울여자대학교 중어중문학과 학사 졸업 후 명지대학교 문예창작학과 석사 졸업, 박사 수료했다. 현재는 한국예술종합학교 서사창작과 교수로 시를 가르친다.

## 생애
1986년 경기 성남에서 태어났다. 잡지 《대학내일》에서 문화 부분의 학생 리포터로 활동하며 영화 리뷰를 쓰고 영화제 취재를 다니던 기자 출신이다.
3년 동안 각종 문예지의 시 부문 신인상 최종심에 꾸준히 이름을 올렸지만, 등단의 문턱에서 번번이 고배를 마시다가 2012년 창비신인시인상을 수상하며 등단했다. 2015년에 제34회 신동엽문학상을 받았다.

## 저서

### 시집
- 《너의 슬픔이 끼어들 때》(창비, 2015) ISBN 978-89-364-2393-3 : 소멸해가는 세계와 존재의 실상을 섬세한 관찰력으로 투시하면서 삶과 현실의 고통을 노래한 시집이다. 문학평론가 김수이는 안희연의 시가 “세계의 소멸과 존재의 몰락이 한꺼번에 진행되는 가장 어두운 세계의 흐릿한 삶 속에서 탄생한다”라고 말했다.[5]
- 《여름 언덕에서 배운 것》(창비, 2020)

### 산문집
- 《흩어지는 마음에게, 안녕》(서랍의날씨, 2017) ISBN 9791186404881